# Pseudopolynesia
Pseudopolynesia là một chi bướm đêm trong họ Geometridae.

## Các loài
- Pseudopolynesia amplificata (Walker, 1861)
- Pseudopolynesia hebe (Bethune-Baker, 1915)